# Donauinsel
Het Donauinsel is een ruim 20 kilometer lang kunstmatig eiland tussen de Donau en de Nieuwe Donau in de Oostenrijkse hoofdstad Wenen. Het eiland is tussen 1972 en 1988 gevormd om Wenen tegen overstromingen te beschermen en is ongeveer 250 meter breed. Het fungeert samen met de Nieuwe Donau en de Oude Donau als recreatiegebied en jaarlijks vindt het Donauinselfest er plaats. Het middelste gedeelte heeft een parkachtig karakter, terwijl de noordelijke en zuidelijke uiteinden van het eiland natuurlijk aangelegd zijn.